# Edmund Cooper
Edmund Cooper (Marple, 30 april 1926 - 11 maart 1982) was een Engels dichter en schrijver van sciencefictionboeken en –verhalen, detectiveverhalen, romantische boeken, technische essays en een kinderboek. Hij schreef onder verscheidene pseudoniemen zoals George Kinley, Broderick Quain, Martin Lester en Richard Avery.

## Biografie
Cooper werd geboren in Marple, Greater Manchester, in de buurt van Stockport, Cheshire. Hij verliet de school op vijftienjarige leeftijd en kreeg een jaar later verkering met een vier jaar oudere lerares met wie hij in 1945 trouwde. Hij werkte vervolgens als arbeider en ambtenaar en trad in 1944 toe tot de koopvaardij. Na de oorlog volgde hij lessen voor onderwijzer en begon eerst verzen en vervolgens korte verhalen en romans te publiceren. Hij publiceerde eerst onder verscheidene pseudoniemen alvorens zijn eerste roman Deadly Image onder zijn eigen naam gepubliceerd werd in de Verenigde Staten. In Engeland werd de roman gepubliceerd onder de naam The Uncertain Midnight. Hij was van 1967 tot aan zijn dood beoordelaar van sciencefiction in de Sunday Times. Cooper was een atheïst en een individualist. Zijn sciencefiction beeldt vaak onconventionele mannelijke helden uit, geconfronteerd met onbekende en afgelegen omgevingen.

### Als George Kinley
- 1954 Ferry Rocket

### Als Broderick Quain
- 1954 They Shall Not Die

### Als Martin Lester
- 1954, The Black Phoenix

### Als Edmund Cooper
- 1958 Deadly Image (ook gekend als The Uncertain Midnight)
- 1959 Seed of Light
- 1960 Wish Goes to Slumber Land: An Adventure in Plasticene
- 1964 Transit
- 1966 All Fools' Day
- 1967 A Far Sunset
- 1968 Five to Twelve
- 1969 Seahorse in the Sky
- 1969 The Last Continent
- 1970 Son of Kronk, later uitgegeven als Kronk
- 1971 The Overman Culture
- 1972 Who Needs Men?, later uitgegeven als Gender Genocide
- 1973 The Tenth Planet
- 1973 The Cloud Walker
- 1974 Prisoner of Fire
- 1974 The Slaves of Heaven
- 1979 Merry Christmas, Ms Minerva!

### Als Richard Avery
The Expendables-serie:
- 1975 The Expendables (1) The Deathworms of Kratos, later uitgegeven als The Deathworms of Kratos door Edmund Cooper, 1979
- 1975 The Expendables (2) The Rings of Tantalus, later uitgegeven als The Rings of Tantalus door Edmund Cooper, 1979
- 1975 The Expendables (3) The War Games of Zelos, later uitgegeven als The War Games of Zelos door Edmund Cooper, 1980
- 1976 The Expendables (4) The Venom of Argus, later uitgegeven als The Venom of Argus door Edmund Cooper, 1980

### Verhalenbundels
- 1958 Tomorrow's Gift
- 1960 Voices in the Dark
- 1963 Tomorrow Came
- 1964 The Square Root of Tomorrow
- 1968 News from Elsewhere
- 1971 Unborn Tomorrow
- 1971 Double Phoenix (met Roger Lancelyn Green)
- 1979 Jupiter Laughs and Other Stories
- 1980 World of Difference

### Korte verhalen (selectie)
- 1956 The Brain Child
- 1958 The Lizard of Woz

## Verfilmingen
- 1957 The Invisible Boy, gebaseerd op The Brain Child

- Bibliothèque nationale de France: cb12598205c (data)
- CiNii: DA0875626X
- Gemeinsame Normdatei: 1146192509
- International Standard Name Identifier: 0000 0001 1478 502X
- Library of Congress Control Number: n50026187
- Bibliotheek van het Japanse parlement: 00436586
- Nationale Bibliotheek van Tsjechië: jx20080403002
- Nationale bibliotheek van Australië: 35030958
- Nationale Bibliotheek van Israël: 987007592274005171
- Nederlandse Thesaurus van Auteursnamen: 070979472
- Système universitaire de documentation: 076624366
- Trove: 803794
- Virtual International Authority File: 99813500
- WorldCat: E39PBJycMvqHH8Q6GW6HXyqJDq